# Derrick Waldroup
Derrick Waldroup (ur. 22 października 1962) – amerykański zapaśnik w stylu klasycznym. Olimpijczyk z Atlanty 1996, gdzie zajął siódme miejsce w kategorii do 90 kg. Srebrny medalista Igrzysk i Mistrzostw Panamerykańskich z 1987 roku. Drugie miejsce w Pucharze Świata w 1991 i czwarte w 1994 roku. Cztery razy U.S. Nationals Champion (1986-87, 90, 94).